# Giuseppe Prisco
Giuseppe Prisco (Mondragone, Caserta, Italia, 12 de diciembre de 1965) es un dibujante de cómic e ilustrador italiano.

## Biografía
A los 5 años de edad se mudó a Turín, donde consiguió el diploma de Liceo Artístico. En 1987 inició su actividad de diseñador publicitario, que alternó con la de ilustrador de libros escolares. En 2003 debutó en el mundo de la historieta, entrando a formar parte del equipo de dibujantes de Zagor de la editorial Bonelli. Posteriormente, dibujó un episodio de Tex.